# Nivell microscòpic
En física, el nivell microscòpic és el nivell de descripció en què fenòmens que ocorren a escales no visibles a simple vista són rellevants. En general quan alguns fenòmens afecten regions poc més gran que uns centenars d'àtoms o molècules, cal una descripció microscòpica. Per exemple tots els fenòmens que depenen dels detalls de les  xarxes cristal·lines, les molècules, o els àtoms fins i tot partícules subatòmiques ( electrons, protons, etc.). En el nivell microscòpic, en general, cal l'ús de les equacions i regles de la mecànica quàntica. De fet, alguns fenòmens microscòpics com la conductivitat tèrmica a baixes temperatures o la superconductivitat no poden ser explicats sense l'auxili de la mecànica quàntica per descriure l'estructura microscòpica de la matèria.
Un cos microscòpic és un objecte que per la seva grandària és impossible veure-ho a simple vista; es necessiten aparells com  microscopis electrònics per a mostrar-la o detectar-lo